# Rücsinéma
Rücsinéma (románul: Nima Râciului), falu Romániában, Maros megyében.

## Története
Mezőrücs község része. A trianoni békeszerződésig Maros-Torda vármegye Marosi felső járásához tartozott.

## Népessége
2002-ben 214 lakosa volt, ebből 207 román és 7 magyar nemzetiségű.

## Vallások
A falu lakói közül 159-en ortodox, 48-an görögkatolikus és 6-an unitárius hitűek.